# Boaco (miasto)
Boaco – miasto w środkowej Nikaragui, położone w górzystej części kraju. Ośrodek administracyjny departamentu Boaco. Ludność: 26 398 (2023).
Miasto stanowi ważny ośrodek miejski dla rolniczego zaplecza regionu.
Z miastem związany był o. Józef Nieborowski, proboszcz parafii w latach 1916–1942. Dzięki jemu działaniom Boaco zostało przekształcone w nowoczesny ośrodek miejski. Wybudował m.in. szkołę, szpital i nowy kościół.